# Sexreport 2008 – So lieben die Deutschen
Sexreport 2008 – So lieben die Deutschen ist eine fünfteilige deutsche TV-Dokumentation aus dem Jahr 2008, die auf der bisher größten sexualwissenschaftlichen Studie Deutschlands basiert. 55.992 Frauen und Männer ab 14 Jahren beteiligten sich an der Internetstudie, die der deutsche Privatsender ProSieben und die Deutsche Gesellschaft für Sozialwissenschaftliche Sexualforschung durchführten. Die wissenschaftliche Leitung übernahm der Sexualwissenschaftler Jakob Pastötter.

## Rezeption
Die erste Folge sahen 2,56 Millionen Zuschauer und sie reichte einen Marktanteil von 18,9 Prozent in der Altersgruppe von 14 bis 49 Jahren.

## Folgen
- Bestandsaufnahme: Haben wir heute besseren Sex als vor 40 Jahren?

Paartherapeut Ulrich Clement untersucht in einem Experiment, ob Paare die Lieblingssexstellung ihres Partners kennen. Dr. Martin Walter zeigt anhand einer Untersuchung, was im Gehirn beim Betrachten von Pornofilmen passiert.
- Die Frau: Wie kommt sie am besten?

Psychotherapeutin Hildegard Stienen untersucht die erogenen Zonen der Frauen, den weiblichen Höhepunkt und die Häufigkeit, mit der Frauen an Sex denken.
- Der Mann: Was Männer von heute leisten müssen

Eine Frau versucht fünf Männer zum Sex zu verführen.
- Jugendliche: Wie reif ist unsere Jugend wirklich?

Sven Warminsky untersucht, wie aufgeklärt Jugendliche sind.
- Beziehungen: Wie bleibt die Liebe leidenschaftlich?

Paartherapeut Ulrich Clement untersucht die sexuelle Leidenschaft von vier Paaren.